# Pouilly (Oise)
Pouilly ist eine französische Gemeinde mit 153 Einwohnern (Stand 1. Januar 2022) im Département Oise in der Region Hauts-de-France. Die Gemeinde liegt im Arrondissement Beauvais und ist Teil der Communauté de communes des Sablons und des Kantons Chaumont-en-Vexin.

## Geographie
Die an der Grenze des Pays de Thelle zum Vexin gelegene Gemeinde, in der der Bach Ru de Pouilly entspringt, der zum Canal de Marquemont und damit zur Troësne entwässert, mit dem Ortsteil Montoisel liegt rund zwölf Kilometer nordwestlich von Méru.

## Toponymie und Geschichte
Der Name der Gemeinde wird vom gallo-römischen Pauliacus abgeleitet (daher auch die Bezeichnung der Bewohner: Pauléens).
Keltische Funde belegen eine frühe Besiedlung. 1591 wurde der Ort geplündert. Das Schloss wurde nach 1750 errichtet. Von 1826 bis 1832 bildete Pouilly mit der ehemaligen Gemeinde Montherlant eine einheitliche Gemeinde.
| 1962 | 1968 | 1975 | 1982 | 1990 | 1999 | 2006 | 2011 |
| ---- | ---- | ---- | ---- | ---- | ---- | ---- | ---- |
| 106  | 115  | 117  | 104  | 163  | 160  | 166  | 159  |

## Verwaltung

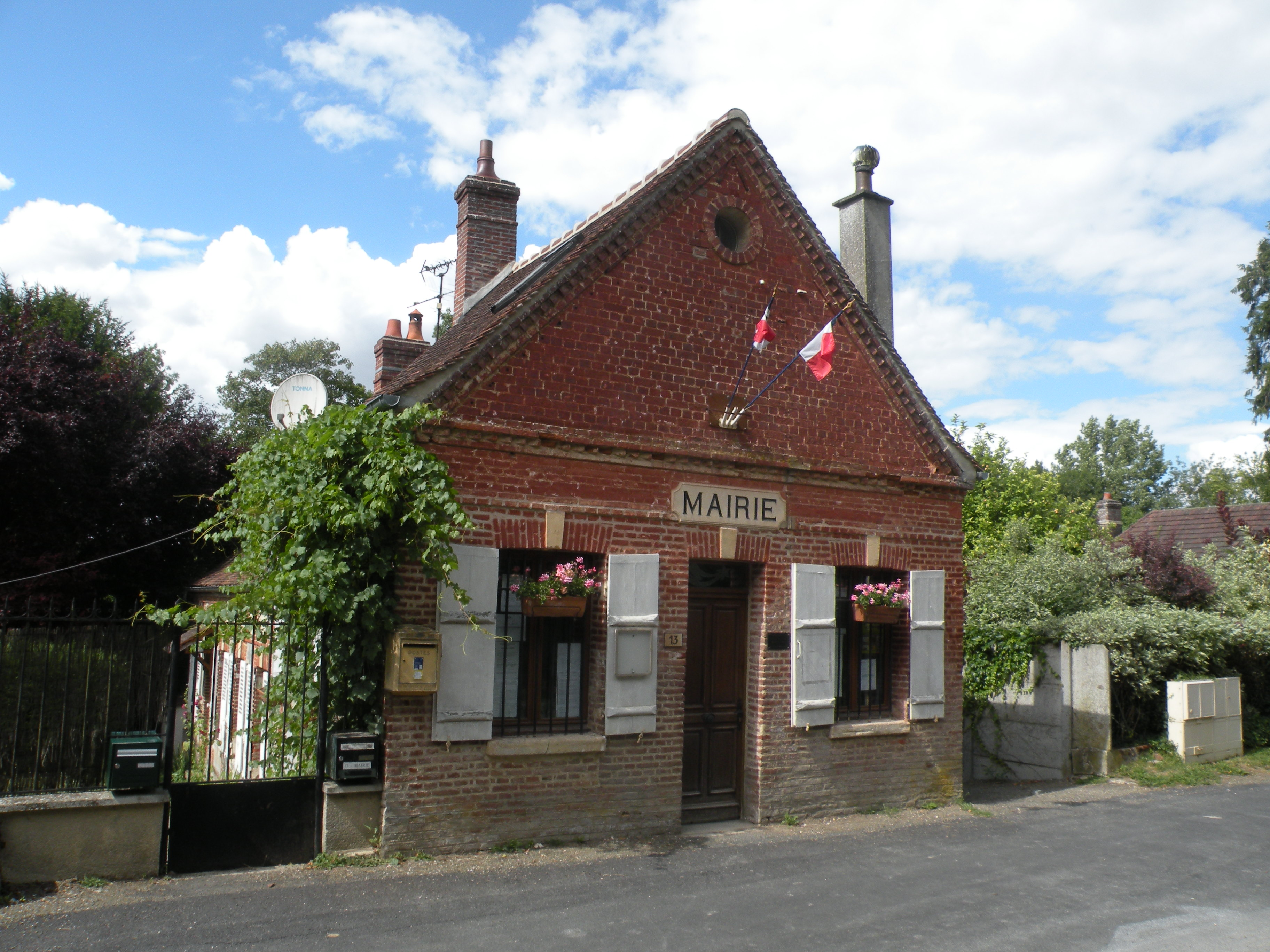
Mairie Pouilly

Bürgermeister (maire) ist seit 2014 Robert André.

## Sehenswürdigkeiten

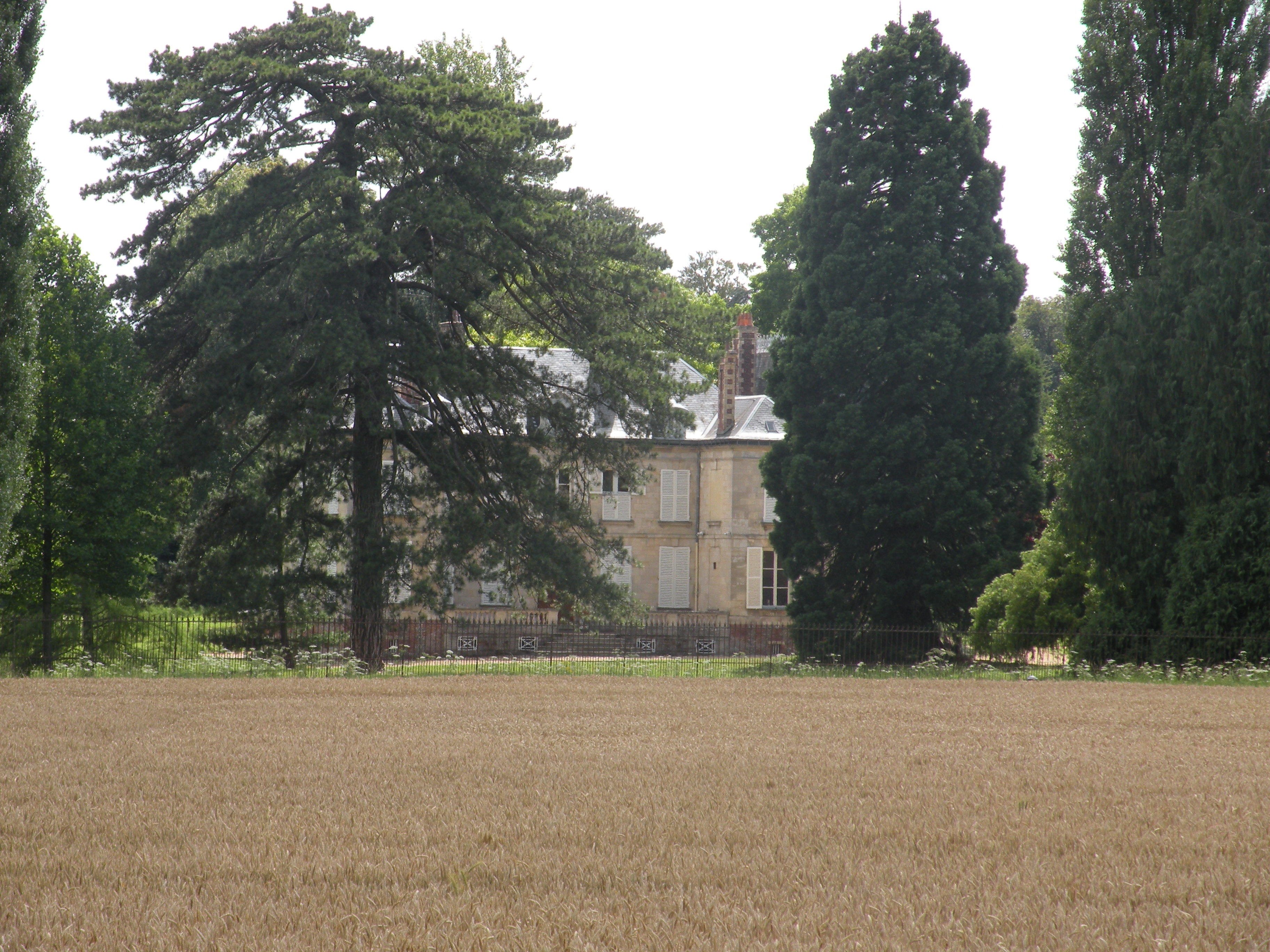
Schloss von Pouilly

- im 19. Jahrhundert erneuerte Kirche Saint-Lucien und Saint-Fiacre, 1970 als Monument historique eingetragen[1][2]
- in den Park des Schlosses von Pouilly (ursprünglich aus dem 12. Jahrhundert, im 19. Jahrhundert erneuert) translozierten Reste des Schlosses von Sarcus aus der Frührenaissance, 1999 als Monument historique eingetragen[3]
- Wassermühle am Ru de Pouilly aus der Zeit vor 1789
- sechseckiges Taubenhaus

## Persönlichkeiten
- Anthony Perkins (1932–1992), US-amerikanischer Filmschauspieler, lebte in den 1960er Jahren in Pouilly.
- Geneviève Fontanel (* 1936) und Jacques Destoop (* 1931), Schauspielerehepaar, lebt in Pouilly.